# Metabiose
Define-se por Metabiose (meta, do grego metá, além, alterado, depois, atrás + biose, estado ou condição de um organismo vivo) a interação biológica que envolve um ou mais organismos, onde a presença de um destes organismos precede e cria condição para o desenvolvimento de outro(s).

## Sobre o fenômeno
A metabiose é uma relação ecológica semelhante ao comensalismo na qual um organismo possui dependência indireta de outro. Nela, um indivíduo produz alimento ou ecossistema necessário para a vida ou reprodução de outro. Esse processo pode ser observado facilmente nos mais diversos ambientes, uma vez que independe da interação direta entre organismos, pois se baseia na formação de condições físico-químicas propícias do ambiente, na maioria das vezes.
A metabiose é, por assim dizer, uma forma unilateral de simbiose, em que um só microrganismo é beneficiado.

### Metabiose e Parasitismo
A metabiose, muitas vezes, pode ser confundida com o parasitismo, uma vez que os dois fenômenos não são necessariamente excludentes. Muitas vezes, um organismo metabiótico pode ser um parasita, mas, devido a ausência de evidencias científicas, um prejuízo para o possível hospedeiro ainda é desconhecido. Um exemplo são ácaros da família Trombiculidae viventes em bolsas de peles de lagartos do gênero Tropidurus, que utilizam o corpo do animal como abrigo. Até o presente momento, prejuízos ou benefícios para a vida do lagarto com ácaros ainda não foram descobertos.

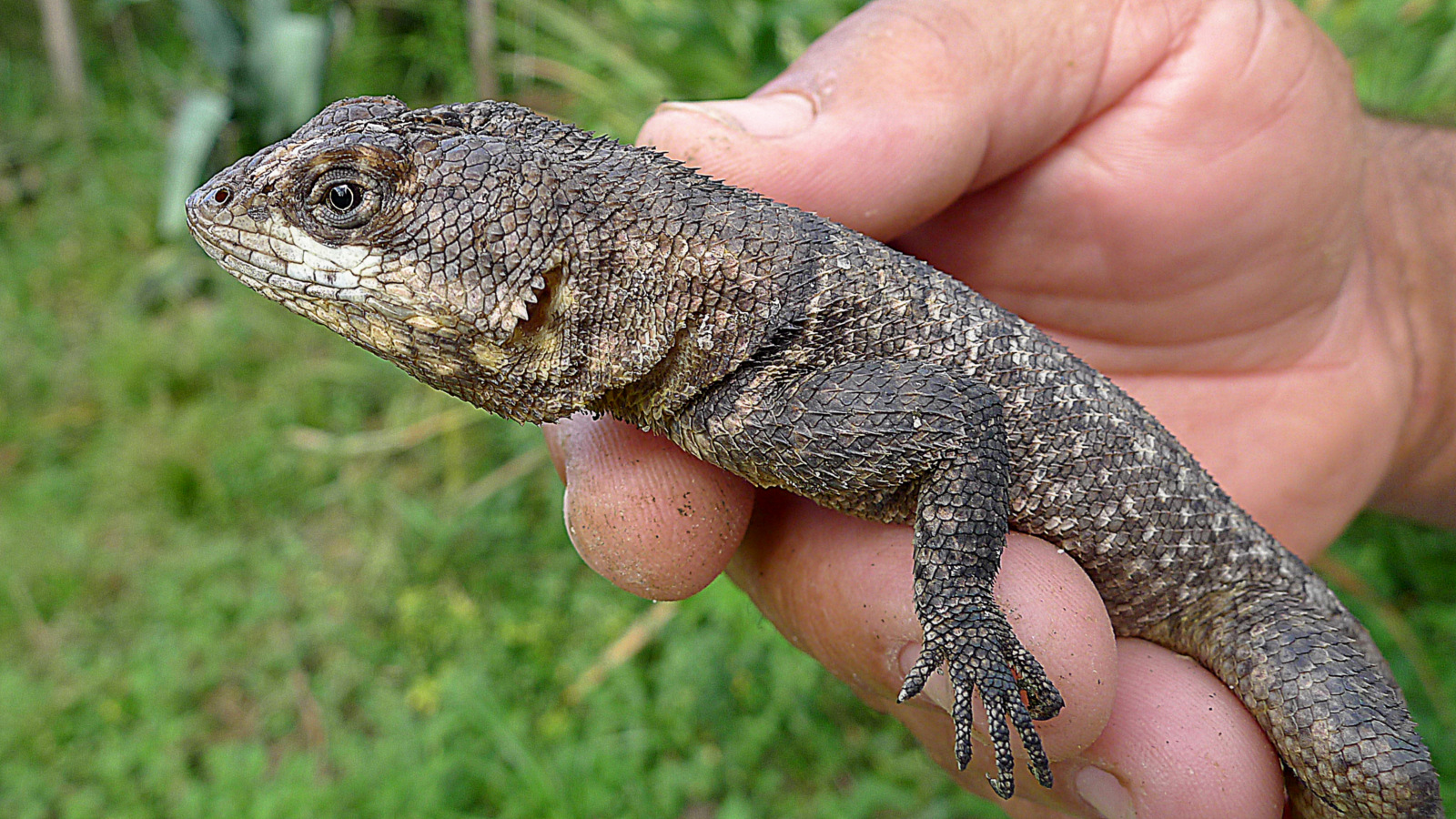
Tropidurus hispidus

### Aplicações
O processo de metabiose pode ser usado como um marcador da colonização de ambientes pelos mais diversos organismos, com indicações biológicas de sucessão ecológica populacional e aumento da diversidade devido à formação de uma cadeia trófica.
Notavelmente, processos de metabiose também auxiliam no estudo e compreensão de interações microbiológicas ligadas à área da saúde, de forma que relações podem ser feitas entre diferentes "patógenos". Estudos indicam a correlação entre sucessões de espécies auxiliadas pela colonização anterior de outros organismos e a maior vantagem adaptativa proporcionada.

## Exemplos
- Animais do gênero Osedax são anelídeos da classe Polychaeta marinhos que vivem nas carcaças de baleias, extraindo dos ossos desses mamíferos lipídeos e proteína. Esses compostos são fonte de nutrição para bactérias endossimbióticas que, posteriormente, servem de alimento para o animal.[4]

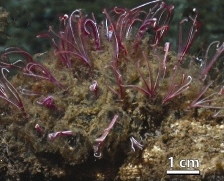
Osedax frankpressi

- Restos de alimentos, fezes e carcaças de pequenos animais formam a chamada neve marinha. Trata-se de um acumulado de material biológico passível de decomposição, que, ao ser decantado no substrato oceânico, fornece energia para a cadeia trófica. Essa ciclagem permite a colonização das regiões abissais por diferentes estratos de consumidores, em que o processamento dos compostos presentes na “neve” substitui o papel dos produtores primários fotossintetizantes.[5]
- Microecossistema presente na pele das preguiças. O fato de que elas se locomovem lentamente permitiu que alguns seres vivos como fungos, algas e algumas mariposas, se adaptassem para viver exclusivamente na pele desses mamíferos. As mariposas-das-preguiças se alimentam dos microorganismos presentes no tegumento da preguiça, depositam seus ovos nos dejetos produzido por elas e usam da proteção oferecida para procurar parceiros sexuais. As algas e fungos, por sua vez, beneficiam-se dos nutrientes trazidos pelas mariposas, potencializando seu crescimento e as preguiças usufruem da camuflagem que a coloração desses microorganismos adicionam a sua pele (não ser confundido com inquilinismo, que consiste no ato das mariposas viverem nas preguiças vivas, enquanto a metabiose nesse caso está no fato das fezes da preguiça criarem o ecossistema para as lagartas da mariposa sobreviverem). Diversos outros artrópodes também estão associados ao pelo das preguiças.[6]
- Bactérias nitrificadoras (nitrobacter) que não são capazes de oxidar diretamente a amônia, tem que contar com o nitrito que outras nitro-bactérias produzem para poder efetuar esse processo.